# Чугунка (Саратовская область)
Чугунка — село в Ершовском районе Саратовской области, в составе сельского поселения Миусское муниципальное образование.
Село расположено на берегу пруда, созданного в овраге Чугуновский, примерно в 7 км юго-западнее села Миусс
Население - 346 (2010), 221 (2018) 
Основное население села - русские( 50%), мордва( 30%), казахи(19%) и др (1%)

## История
Казённая деревня Чугунка упоминается в Списке населенных мест Российской империи по сведениям 1859 года. В 1859 году в деревне проживал 201 житель. Село относилось к Новоузенскому уезду Самарской губернии. 
Согласно Списку населённых мест Самарской губернии 1910 года Чугунка относилась к Миусской волости, здесь проживало 256 мужчин и 236 женщин, село населяли бывшие государственные крестьяне, преимущественно мордва, русские. В селе имелись земская школа и 2 ветряные мельницы.
В 1919 году в составе Новоузенского уезда село включено в состав Саратовской губернии.

## Население
Динамика численности населения по годам:
| 1859 | 1889 | 1910 | 1987 | 2002 |
| ---- | ---- | ---- | ---- | ---- |
| 201  | 320  | 492  | ≈590 | 486  |

| 2002 | 2010 |
| ---- | ---- |
| 487  | ↘346 |